# 모로코의 행정 구역

모로코의 행정 구역 구조

모로코의 행정 구역은  12개 지방과 하위 행정 구역인 현과 주 나뉜다.

## 지방
지방(Region)은 모로코의 최상위 행정 구역이다. 2015년에 실시된 행정 구역 개편에 따라 12개 지방으로 구성되어 있다.

## 주
지방의 하위 행정 구역으로서 13개 현(Prefecture)과 62개 주(Province)로 구성되어 있다(서사하라의 실효 지배 지역을 포함). 현은 주로 도시화가 진행된 지역에 설치되어 있는 경우가 많다.